# Lentswelemoriti
Lentswelemoriti est une ville du Botswana.